# 1521 no Brasil
Esta é uma cronologia dos fatos acontecimentos de ano 1521 no Brasil.

## Mortes
- 13 de dezembro: Manuel I de Portugal, rei de Portugal, que ordenou a expedição que culminou na descoberta do Brasil (n. 1469).[1]